# Xestiodion similis
Xestiodion similis är en skalbaggsart som först beskrevs av Julius Melzer 1920.  Xestiodion similis ingår i släktet Xestiodion och familjen långhorningar. Inga underarter finns listade i Catalogue of Life.